# Sophronitis mixta
Cattleya hoehnei, thường được biết đến với tên Laelia mixta, là một loài lan đặc hữu của Espírito Santo, Brasil.